# Schweizer Parlamentswahlen 1943/Resultate Nationalratswahlen
Die Nationalratswahlen der 32. Legislaturperiode fanden am 31. Oktober 1943 statt. Auf dieser Seite findet sich eine Übersicht über die Resultate in den Kantonen (Parteien, Stimmen, Wähleranteil, Sitze, Gewählte).